# 博雷爾集
博雷尔集，又稱Borel集，是群特殊的子集合，這群子集合的整體是任何內涵某指定的拓扑空间的所有开集中最小的Σ-代数。所以博雷尔集的全体又称为博雷尔代数或者博雷尔σ-代数。博雷尔集是由埃米尔·博雷尔的名字命名的。
博雷尔集在测度论中有着重要的意义，因为任何空间上的开集（或者闭集）上定义的测度，必然可以将定义延拓到空间所有的博雷尔集上。定义在博雷尔集上的测度被称为博雷尔测度。博雷尔集和相关的博雷尔分层在描述集合论中也起着基础性的作用。
某些情況下，博雷尔集定义是由拓扑空间中的緊緻集合所構造出來的而不是前面講的開集合。两个定义在很多良好的空间中是等价的，包括所有 σ-紧的豪斯多夫空间，但是在具有病态性质的空间中两者可能不同。

## 正式定義
定義 — {\displaystyle (X,\,\tau )} 是一個拓扑空间，則拓撲 {\displaystyle \tau } 的 最小σ代数 {\displaystyle \sigma (\tau )} 被稱為 {\displaystyle X} 的博雷尔代数（Borel algebra），任意 {\displaystyle A\in \sigma (\tau )} 則被稱為博雷尔集（Borel set）。

## 博雷尔代数的生成
当 X 是一个度量空间时，博雷尔代数可以用如下構造方法來描述。
T 是 X 的子集合的集合族（即 X 的幂集 P(X) 的任何子集），令
- Tσ 为T中元素的所有可数聯集
- Tδ 为T中元素的所有可数交集
- Tδσ=(Tδ)σ.

现在利用超限归纳法定义如下的序列Gm，其中m是一个序数：
- 对于初始的情况，定义

G0 = X 的所有开子集。
- 如果i不是极限序数，那么i是i-1的后继序数。令

Gi = [Gi-1]δσ
- 如果i是极限序数，令

{\displaystyle G^{i}=\bigcup _{j<i}G^{j}.}
我们现在可以说博雷尔代数是Gω1，其中ω1是第一不可数序数(first uncountable ordinal number)，即基數為 ℵ₁的序数集。这意味着博雷尔代数可以通过开集全体的迭代运算
{\displaystyle G\mapsto G_{\delta \sigma }.}
至第一不可数序而生成。
为了证明这一点，首先注意到度量空间中的任何开集都是一列递增紧集的并。特别地，易知对于任何极限序数m，集合的差运算将Gm映射到自身；而且，当m是不可数的极限序数时，Gm在可数并运算下是封闭的。
注意到对于每一个博雷尔集B，存在一个可数序数αB使得B可以通过αB多次迭代后得到。但是随着B取遍所有博雷尔集，αB也会相应地取遍所有可数序数，故而要得到所有博雷尔集所需的最靠前的序数是ω1，即第一不可数序数。

### 例子
一个重要的例子，尤其是对于概率论而言，是实数集上的博雷尔代数。它是用来定义博雷尔测度的代数。对于概率空间上一个给定的实随机变量，其概率分布按照定义，也是一个博雷尔代数上的测度。
实直线R上的博雷尔代数是包含所有区间的最小σ-代数。
在利用超限归纳法构造时，可以证明在每一步中，集合的数量至多是连续统的幂。所有博雷尔集的总数不会多于{\displaystyle \aleph _{1}\times 2^{\aleph _{0}}\,=2^{\aleph _{0}}\,}。

## 非博雷尔集
下面描述了卢津给出的一个实数集上的子集不是博雷尔集的例子。与之形成对比的是，不可测集的例子是无法给出的，不过其存在性是可以证明的。
每一个无理数都有一个唯一的连分数表示
{\displaystyle x=a_{0}+{\cfrac {1}{a_{1}+{\cfrac {1}{a_{2}+{\cfrac {1}{a_{3}+{\cfrac {1}{\ddots \,}}}}}}}}}
其中{\displaystyle a_{0}\,}是一个整数，其余的{\displaystyle a_{k}\,}都是正整数。令A为对应序列{\displaystyle (a_{0},a_{1},\dots )\,}的无理数组成的集合，而且其中的元素满足下列性质：存在一个无限子序列{\displaystyle (a_{k_{0}},a_{k_{1}},\dots )\,}使得序列中每一个元素都是下一个元素的因子。这个集合A不是博雷尔集。事实上，这个集合是一个解析集，进一步地，在解析集全体构成的类中是完备的。更详细的内容见描述集合论和Alexander S. Kechris的著作，特别是209页的练习(27.2)、169页的定义(22.9)和14页的练习(3.4)(ii)。